# Байков, Александр Алексеевич
Александр Алексеевич Байков (27 сентября 1929, Дроздовка, Оршанский округ — 27 февраля 2023, Дрибин, Могилёвская область) — тракторист совхоза «Дрибинский» Дрибинского района Могилёвской области, Белорусская ССР. Герой Социалистического Труда (1973).

## Биография
В 1947—1949 годах и с 1954 года — тракторист, бригадир колхоза «Путь Ильича», с 1960 года — совхоза «Дрибинский».
Указом Президиума Верховного Совета СССР от 12 декабря 1973 года за успехи в увеличении производства и заготовок сельскохозяйственных продуктов удостоен звания Героя Социалистического Труда с вручением ордена Ленина и золотой медали «Серп и Молот».
Член Ревизионной комиссии КПБ с 1981 года. Депутат Верховного Совета СССР в 1974—1979 годах.
Скончался 27 февраля 2023 года.